# Abelizaur
Abelizaur (Abelisaurus) – rodzaj dinozaura z rodziny abelizaurów żyjącego, w późnej kredzie w Ameryce Południowej (Argentyna). Był dwunożnym mięsożercą, mierzącym prawdopodobnie około 7-9 metrów długości. Wielkość określana jest tylko na podstawie badań nad czaszką, jedyną znaną częścią szkieletu.

## Nazwa
Nazwa rodzajowa pochodzi od Roberta Abla, odkrywcę osobnika i dawnego dyrektora Muzeum w Cipolettii (Argentyna), gdzie okaz przebywa. Nazwa znaczy więc "jaszczur Abla" (od greckiego sauros – jaszczur).

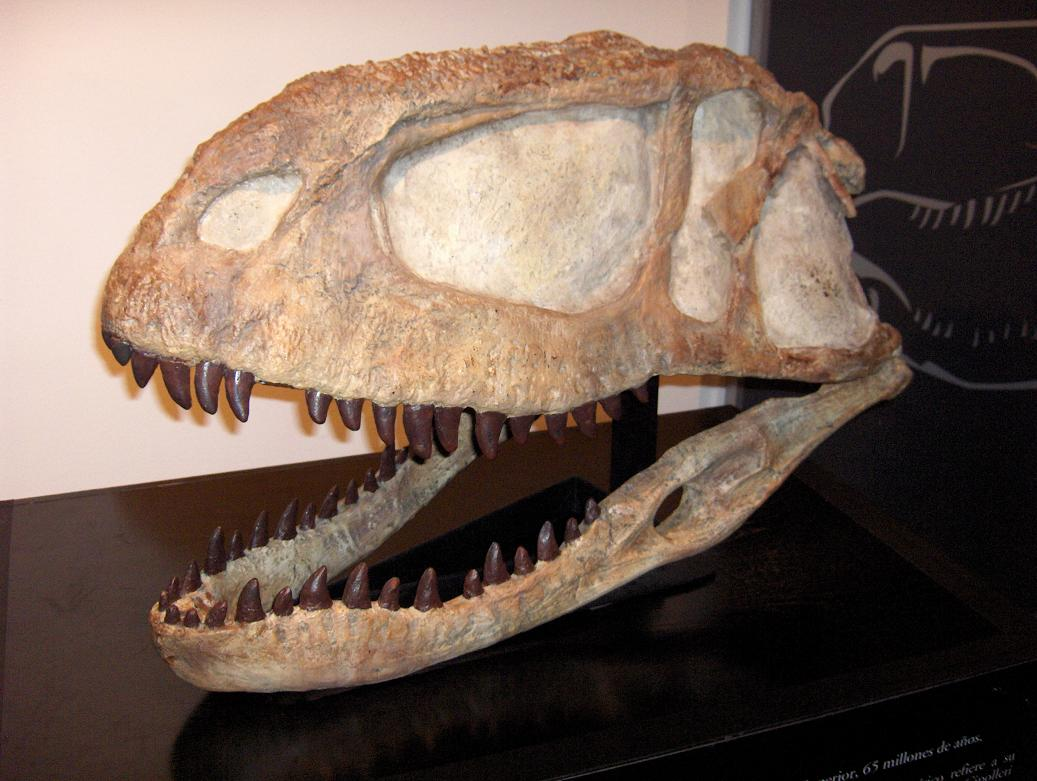
Czaszka abelizaura

Opisany został jeden gatunek, A. comahuensis. Jego epitet gatunkowy odnosi się do regionu Comahue w Argentynie, gdzie znaleziono szczątki. Nazwa ta została nadana przez argentyńskich paleontologów Jose Bonaparte i Fernando Novasa w 1985, którzy umieścili zwierzę w nowo stworzonej rodzinie abelizaurów.

## Klasyfikacja
Odkrytych zostało już wiele innych abelizaurów, w tym kompletne szkielety aukazaura, karnotaura i mażungazaura.
Niektórzy naukowcy uważają abelizaura za bazalnego przedstawiciela tej grupy, na zewnątrz podrodziny karnotaurów. Inni są mniej pewni jego pozycji. Abelizaury dzieliły pewne cechy czaszki z karcharodontozaurami, a skoro abelizaur znany jest jedynie z czaszki, przyszłość może pokazać, że był on w rzeczywistości jednym z karcharodontozaurów. Nie uważa się tego jednak za prawdopodobne.

## Skamieniałości
Jedna jedyna znaleziona czaszka abelizaura jest niekompletna, zwłaszcza po prawej stronie. Brakuje większości podniebienia. Mierzy około 85 cm długości. Ponieważ nie występują żadne grzebienie kostne ani rogi, znajdywany u innych abelizaurów, np. u karnotaura, chropowate krawędzie pyska i obszar ponad oczami mogły wspierać pewien rodzaj grzebienia zbudowanego z keratyny, która nie ulega fosylizacji. Poza tym występują duże otwory, redukujące masę czaszki.

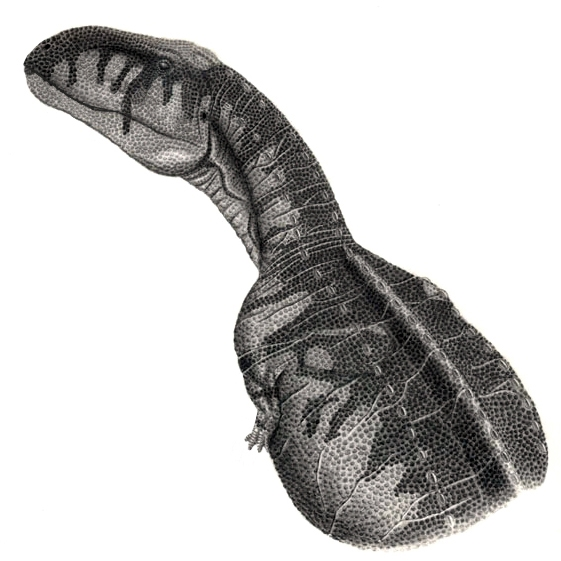
Rekonstrukcja

## Dyskusyjny wiek
Abelizaur to jeden z wielu dinozaurów odkrytych w Patagonii. Pierwotnie opisany został jako pochodzący z Formacji Allen, ale kolejne badania doprowadziły do wniosku, że należał on raczej do Formacji Anacleto w prowincji Rio Negro (Argentyna). Jest to formacja geologiczna Ameryki Południowej datowana na wczesny kampan w późnej kredzie, od 83 do 80 milionów lat temu.